# بیلی بیلی (بازیکن فوتبال)
بیلی بیلی (انگلیسی: Billy Bailey؛ زادهٔ 1884) بازیکن فوتبال است.